# 莫萍貞
莫萍貞（英語：Michelle Mok Ping-Ching，1942年—）於1959年度香港小姐競選奪得冠軍，她隨後代表香港到英國倫敦參加同年11月舉行的1959年度世界小姐選美大賽，成為世界小姐首位香港代表及首位華人參賽佳麗。此外，莫萍貞參選港姐時就讀於商科學校，並且通曉粵語、英語、德語、法語及西班牙語五種語言，她因而被傳媒冠上「高學歷港姐」的名號。

## 選美

### 參加香港小姐
香港小姐競選在1954年選出李慧珍代表香港參加同年舉辦的環球小姐後，便停辦近5年，到1959年又傳來復辦香港小姐競選的消息，但今次選出的香港小姐將會代表香港參加另一個國際性大型選美大賽，自1951年起舉辦的世界小姐。1959年度香港小姐舉行於1959年9月由香港星系報業與美靈廣告公司聯合主辦，在九龍尖沙咀半島酒店舉行，分為9月29日初賽及10月9日決賽，選出的香港小姐冠軍將會代表香港到英國倫敦參加世界小姐。時年17歲，身高170公分，在商科學校就讀的學生莫萍貞奪得冠軍。因為香港1950年代仍未實現普及教育，高等院校也僅有一所香港大學，由於未推行免費及義務教育，兒童接受學校教育的機會往往受限於家庭收入及觀念，加上其時在香港的華人仍未完全擺脫「女子無才便是德」的守舊觀念，女孩接受教育的機會更是低於男孩，所以女孩能夠上中學及考入商業專門學校，在當時已算是很高的學歷，加之能夠同時通曉粵語、英語、德語、法語及西班牙語的香港人也很少，所以在商科學校就讀，又懂得五種語言，志願是成為語言學家的莫萍貞在當選香港小姐後，便成為首位「高學歷港姐」。

### 參加世界小姐
為準備參加將於1959年11月10日舉行的1959年度世界小姐選美大賽，莫萍貞於10月30日下午3時45分乘坐英國海外航空的航班前往英國倫敦，除了她的親友外，當屆香港小姐亞軍羅懿如及季軍王麗貞，也有到啟德機場送行。莫萍貞表示她的機票有效期為一年，所以參加世界小姐後如果情況許可，她希望可以遊歷歐洲。莫萍貞在出發前一天，曾經前往在尖沙咀麼地道的銘氏藝術刺繡裁剪學校，莫萍貞參選港姐前曾於該校學習刺繡及繪畫，她在參加香港小姐期間，該校校長鄭銘擔任她的服裝顧問，並且為她在香港小姐晚禮服回合所穿著的旗袍設計圖案及刺繡，莫萍貞前往英國倫敦參加世界小姐選美前，特地到該校向教導她刺繡及裁剪已有兩年的鄭銘校長辭行，鄭銘校長與莫萍貞合照，又祝福她旅途順利，並且勉勵她繼續努力，為港爭光。
莫萍貞在1959年11月10日在英國倫敦參加世界小姐，雖然沒有被選上，但她沒有立即返回香港，而是留在倫敦接受模特兒訓練，並且當上時裝模特兒。莫萍貞留在當地一年半後，於1961年4月4日才回到香港探親。莫萍貞在啟德機場接受記者專訪時表示，今次回港三星期後，她便要飛返倫敦繼續模特兒的工作。對於記者問及有沒有結婚對象時，莫萍貞回應稱雖然結識了不少男性朋友，但她目前還未有計劃談婚論嫁。記者之後又問她這麼久才返回香港，是否打算長居英國，莫萍貞表示她是來自香港的，所以將來仍然會返回香港。

## 曾參加選美比賽
- 1959年香港小姐：冠軍
- 1959年世界小姐